# 韦利米尔·克利亚伊奇
韦利米尔·克利亚伊奇（1946年2月10日—2010年8月12日），克罗地亚手球运动员、教练。他曾带领克罗地亚参加1996年夏季奥林匹克运动会，结果队伍获得金牌。